# Eritrese nakfa
De nakfa is de munteenheid van Eritrea. Eén nakfa is honderd cent. De nakfa is gekoppeld aan de Amerikaanse dollar.
Er zijn muntstukken in omloop met de waarde van 1, 5, 10, 25 en 50 cent en 1 nakfa. Het papiergeld is beschikbaar in 1, 5, 10, 20, 50 en 100 nakfa.
De nakfa verving in 1997 de Ethiopische birr. De munt is genoemd naar de plaats Nakfa, die tijdens de Eritrese Onafhankelijkheidsoorlog als basis voor het Eritrean People's Liberation Front diende en vrijwel geheel werd platgebombardeerd door Ethiopische troepen.